# Monster A-Go-Go
Monster A-Go-Go es el cuarto álbum de estudio de la banda de garage rock norteamericana The Fuzztones, publicado en 1992.

## Lista de canciones
| N.º | Título                                                              | Duración |  |
| 1.  | «Jack the Ripper» (Versión del tema de Screaming Lord Sutch)        | 3:56     |  |
| 2.  | «All Black and Hairy» (Versión del tema de Screaming Lord Sutch)    | 2:28     |  |
| 3.  | «Charlotte's Remains»                                               | 4:23     |  |
| 4.  | «Dinner with Drac» (Versión del tema de John Zacherle)              | 3:19     |  |
| 5.  | «Night of the Phantom» (Versión del tema de Larry & The Blue Notes) | 2:50     |  |
| 6.  | «The Witch» (Versión del tema de The Sonics)                        | 2:39     |  |
| 7.  | «Happy Halloween»                                                   | 2:22     |  |
| 8.  | «D.O.A.» (Versión del tema de Bloodrock)                            | 5:52     |  |
| 9.  | «Cellar Dweller»                                                    | 3:22     |  |
| 10. | «I'm the Wolfman»                                                   | 2:40     |  |
| 11. | «She's My Witch» (Versión del tema de Kip Tyler)                    | 3:19     |  |
| 12. | «Goin' to a Graveyard»                                              | 2:33     |  |
| 13. | «Night of the Vampire» (Versión del tema de Roky Erickson)          | 4:26     |  |

### Pistas adicionales
Todas las canciones escritas y compuestas por Bonus Tracks. 
| N.º | Título                                                              | Duración |  |
| 1.  | «Horror Asparagus Stories» (Versión del tema de The Driving Stupid) | 2:28     |  |
| 2.  | «Untitled Hidden Track»                                             | 1:53     |  |

## Personal
- Rudi Protrudi - Voz, guitarra y piano
- "Mad" Mike Czekaj - Batería, coros. Voz en "I'm the Wolfman" y "Horror Asparagus Stories"
- Phil Arriagada - Guitarra y coros
- Chris Harlock - Bajo
- Jake "The Ripper" Cavaliere - Teclados

Músicos adicionales
- Bob Shreiner - voces en la intro de "Jack the Ripper"
- Jimmy Iamurri - voces en "Horror Asparagus Stories"
- Steve McMullan - voces en "Horror Asparagus Stories"